# ویلن هاکوبیان
ویُلِن بارویری هاکوبیان (ارمنی: Վիլեն Պարույրի Հակոբյան؛   زادهٔ ۱ مهٔ ۱۹۳۸) پزشک اهل ارمنستان است.

## زندگی‌نامه
وی در ۱ مهٔ ۱۹۳۸ در گارناهوویت به دنیا آمد و از دانشگاه پزشکی دولتی ایروان فارغ‌التحصیل گشت. وی عضو مکاتبه‌ای فرهنگستان ملی علوم ارمنستان (۱۹۹۰) بود. همچنین برندهٔ جوایزی همچون مدال مخیتار هراتسی (۱۹۹۸)، نشان مسروپ ماشتوتس مقدس (۲۰۰۰)، مدال وازگن سارگسیان (۲۰۱۱، جایزه رئیس‌جمهور جمهوری ارمنستان (جایزه پوغوسیان) (۲۰۰۳)، مدال گارگین نژده (۲۰۱۲)، مدال دراستامات کانایان (۲۰۰۲)، مدال یادبود نخست‌وزیر ارمنستان (۲۰۰۵)، دانشمند شایسته جمهوری ارمنستان، نشان افتخار ساهاک مقدس-مسروپ مقدس)، شهروند افتخاری ایروان (۲۰۰۰) و مدال طلای یادبود فریتیوف نانسن (۲۰۰۱) شده است.

## یادداشت
1. ↑  բժշկական գիտությունների դոկտոր